# Jone Laspiur Gorosabel
Jone Laspiur Gorosabel (Intxaurrondo, 1995) és una artista i actriu basca. Ha estudiat Belles Arts, i pertany al grup de música Koban. El 2020 es van estrenar els seus primers treballs al món del cinema i la televisió. En el Festival de Cinema de Sant Sebastià d'aquest mateix any van publicar els seus tres treballs: les pel·lícules Ane i Akelarre, i la sèrie Alardea.

## Filmografia

### Televisió
| Any  | Sèrie   | Cadena | Personatge | Notes      |
| ---- | ------- | ------ | ---------- | ---------- |
| 2020 | Alardea | ETB1   | Katixa     | 4 episodis |

### Pel·lícules
| Any  | Pel·lícula | Personatge | Notes |
| ---- | ---------- | ---------- | ----- |
| 2020 | Ane        |            |       |
| 2020 | Akelarre   | Maider     |       |